# Diecezja Sydney
Diecezja Sydney – diecezja Kościoła Anglikańskiego Australii w stanie Nowa Południowa Walia. W swej obecnej formie powstała w roku 1849, jednak Sydney było stolicą biskupią już od 1836 roku, kiedy to powstała Diecezja Australii, obejmująca cały ten kontynent. Od 1897 roku ordynariusz diecezji jest tytułowany arcybiskupem, jednak (inaczej niż w Kościele katolickim) nie oznacza to tytułowania całej administratury archidiecezją, ponieważ w australijskim Kościele anglikańskim tytuł ten w ogóle nie występuje. Arcybiskup Sydney jest także metropolitą Nowej Południowej Walii, przy czym jest to funkcja głównie symboliczna i honorowa. Arcybiskup ma pięciu biskupów pomocniczych, z których każdy odpowiada za określoną część diecezji, od której czerpie też swój tytuł.

## Obecni biskupi
stan na 9 listopada 2010
- Arcybiskup Sydney: Peter Jensen
  - Biskup pomocniczy Liverpoolu: Peter Tasker
  - Biskup pomocniczy Północnego Sydney: Glenn Davies
  - Biskup pomocniczy Zachodniego Sydney: Charles Forsyth
  - Biskup Parramatty: Ivan Lee
  - Biskup Wollongong: Al Stewart